# Heinz Field
Heinz Field – stadion znajdujący się w Pittsburghu w Stanach Zjednoczonych, otwarty w 2001 roku. Obiekt mieści 60 050 widzów. Arena jest nazwana na cześć jednego ze swoich sponsorów, H. J. Heinz Company, z siedzibą w Pittsburghu.
Swoje spotkania rozgrywają tu drużyny futbolu amerykańskiego, Pittsburgh Steelers i Pittsburgh Panthers.
Stadion jest także wykorzystywany do koncertów i innych podobnych wydarzeń. Był jedną z głównych scenerii w filmie Mroczny rycerz powstaje.